# كاميلا فين
كاميلا فين (بالبرتغالية: Camila Finn‏) هي عارضة برازيلية، ولدت في 6 نوفمبر 1991 في بوتوكاتو في البرازيل.

## روابط خارجية
- كاميلا فين على موقع دليل عارضات الأزياء (الإنجليزية)